# Гаррисон (станция метро)

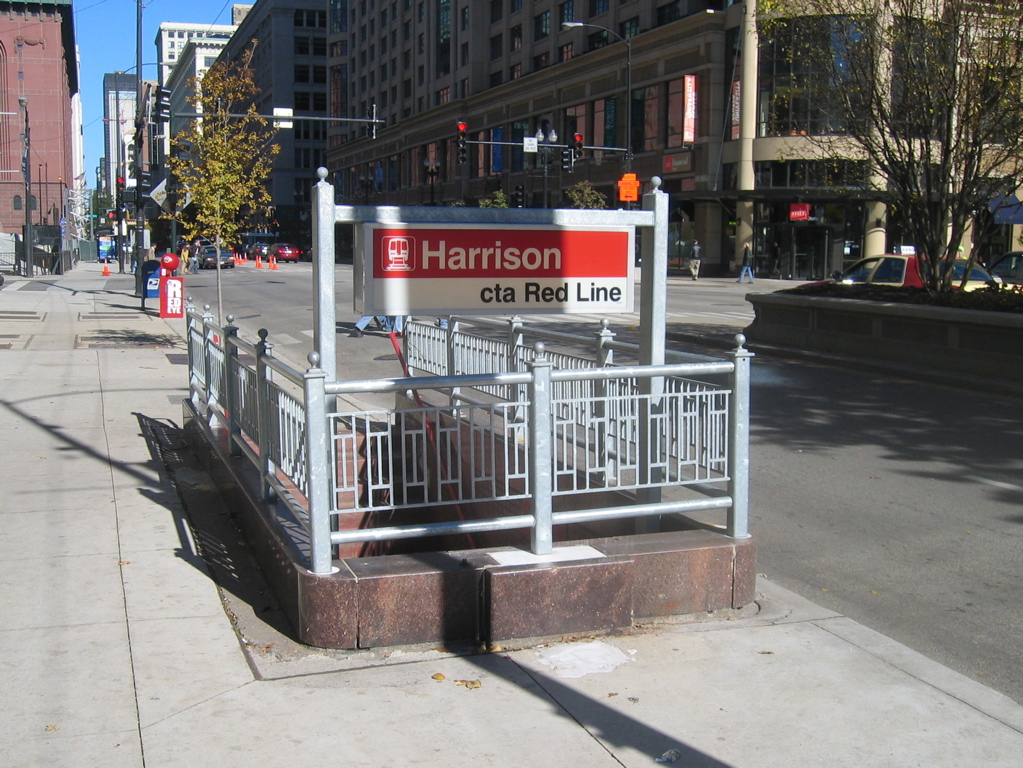
Вход на станцию метро

Гаррисон (англ. Harrison) — станция Чикагского метрополитена, расположенная на Красной линии, между станциями «Джексон» и «Рузвельт». Она расположена в районе Чикаго-Луп.
Станция представлена двумя путями и одной островной платформой.

## Соседние станции
| Предыдущая станция | Линия | Линия         | Линия | Следующая станция |
| ------------------ | ----- | ------------- | ----- | ----------------- |
| Джексон            |       | Красная линия |       | Рузвельт          |